# MLS All-Star Game
Il Major League Soccer All-Star Game, spesso abbreviato in MLS All-Star Game, è una partita di calcio organizzata annualmente dalla Major League Soccer.
La partita si svolge nel periodo estivo, a fine luglio o inizio agosto, e la squadra delle All-Star viene scelta in base ad un sondaggio d'opinione.

## Storia
Il Major League Soccer All-Star Game è nato ispirandosi agli All-Star Game che le altre leghe professionistiche nordamericane già organizzavano da tempo.
Dalla prima edizione del 1996 fino a quella del 2001 ad affrontarsi furono una selezione della Eastern Conference ed una della Western Conference, fatta eccezione per l'edizione del 1998 in cui si giocò una partita tra una formazione di calciatori statunitensi ed una formata da stranieri militanti nella MLS.
Nel 2002 la squadra delle MLS All-Stars affrontò la Nazionale statunitense, mentre nel 2003 giocò contro i messicani del Chivas.
Dopo un'altra partita tra le due Conference avvenuta nel 2004, dal 2005 al 2019 a sfidare le MLS All-Stars è stata una squadra europea invitata dalla lega.
Dal 2020 si sarebbero dovute sfidare le due selezioni All-Stars della MLS e della Liga MX, ma l'edizione è stata cancellata a causa della pandemia di COVID-19 del 2019-2021. Il nuovo formato è stato comunque confermato dall'edizione 2021.

## Risultati
1996
| Arbitro: | Kevin Stott |

|                                    |           |                     |
| Ramos 14’ Savarese 69’ Pittman 88’ | Marcatori | 33’ Preki 37’ Kreis |

1997
| Arbitro: | Arturo Angeles |

|                                                                    |           |                                                  |
| Valderrama 50’ Galderisi 63’ Warzycha 66’ Williams 70’ McBride 88’ | Marcatori | 11’ Washington 44’ Campos 80’ Takawira 86’ Jones |

1998
| Arbitro: | Esse Baharmast |

|                                                                    |           |              |
| T. Ramos 5’ Lalas 15’ McBride 16’ Preki 40’ Lassiter 78’ Jones 83’ | Marcatori | 89’ M. Ramos |

1999
| Arbitro: | Sandra Hunt |

|                                                      |           |                                                              |
| Lassiter 1’ Moore 62’ (rig.) Valderrama 73’ John 83’ | Marcatori | 13’, 38’ Preki 32’ Kosecki 36’ Jones 84’ Wright 89’ Cerritos |

2000
| Arbitro: | Paul Tamberino |

|                                                                                                  |           |                                         |
| Mathis 2’ Moreno 36’ Valencia 39’ Chung 51’ Diallo 59’, 61’ Heaps 65’ Washington 67’ McBride 76’ | Marcatori | 17’, 22’ Razov 19’ Cienfuegos 44’ Nowak |

2001
| Arbitro: | Noel Kenney |

|                                                            |           |                                                       |
| Pineda 28’ McBride 34’, 39’ Diallo 53’ Rooney 84’ Catê 87’ | Marcatori | 3’, 7’, 19’, 90+2’ Donovan 26’ Graziani 69’ Kovalenko |

2002
| Arbitro: | Brian Hall |

|                                      |           |                       |
| Kreis 59’ Etcheverry 72’ Ralston 81’ | Marcatori | 58’ Donovan 76’ Jones |

2003
| Arbitro: | Kevin Terry |

|                                |           |            |
| Razov 57’ Ruiz 68’ Beasley 83’ | Marcatori | 66’ García |

2004
| Arbitro: | Michael Kennedy |

|                                         |           |                     |
| Guevara 20’, 22’ (rig.) Eskandarian 74’ | Marcatori | 43’ Ching 89’ Kreis |

2005
| Arbitro: | Ricardo Valenzuela |

|                                              |           |                   |
| Twellman 23’ O'Brien 56’ Cunningham 85’, 89’ | Marcatori | 66’ (rig.) Jensen |

2006
| Arbitro: | Abbey Okulaja |

|                |           |  |
| De Rosario 70’ | Marcatori |  |

2007
| Arbitro: | Baldomero Toledo |

|                    |           |  |
| Ángel 36’ Toja 44’ | Marcatori |  |

2008
| Arbitro: | Mauricio Navarro |

|                                            |           |                 |
| Gómez 27’ Blanco 45’ De Rosario 70’ (rig.) | Marcatori | 26’, 67’ Ashton |

2009
| Arbitro: | Ricardo Salazar |

|                                              |                      |                                            |
| Davis 26’                                    | Marcatori            | 12’ Saha                                   |
| Donovan Davis Arnaud Johnson Casey Ljungberg | Tiri di rigore 3 – 4 | Vaughan Jô Baines Neville Lescott Rodwellt |

2010
| Arbitro: | Jorge Gonzalez |

|                          |           |                                                        |
| Ching 64’ De Rosario 90’ | Marcatori | 1’, 13’ Macheda 70’ Gibson 73’ Cleverley 84’ Hernández |

2011
| Arbitro: | Jair Marrufo |

|  |           |                                                |
|  | Marcatori | 20’ Anderson 45’ Park 52’ Berbatov 68’ Welbeck |

2012
| Arbitro: | Baldomero Toledo |

|                                           |           |                       |
| Wondolowski 21’ Pontius 73’ Johnson 90+1’ | Marcatori | 32’ Terry 58’ Lampard |

2013
| Arbitro: | Hilario Grajeda |

|                |           |                                     |
| Gonzalez 90+1’ | Marcatori | 4’ Strootman 47’ Florenzi 68’ Tallo |

2014
| Arbitro: | Jair Marrufo |

|                                 |           |                |
| Wright-Phillips 51’ Donovan 70’ | Marcatori | 8’ Lewandowski |

2015
| Arbitro: | Ismail Elfath |

|                           |           |          |
| Kaká 20’ (rig.) Villa 23’ | Marcatori | 37’ Kane |

2016
| Arbitro: | Chris Penso |

|              |           |                               |
| Drogba 45+2’ | Marcatori | 10’ (rig.) Campbell 87’ Akpom |

2017
| Arbitro: | Allen Chapman |

|                                         |                      |                              |
| Dwyer 87’                               | Marcatori            | 59’ Borja Mayoral            |
| Dwyer Giovani dos Santos Valeri Almiron | Tiri di rigore 2 – 4 | Benzema Bale Kovačić Marcelo |

2018
| Arbitro: | Robert Sibiga |

|                                   |                      |                                                |
| Martínez 26’                      | Marcatori            | 21’ Favilli                                    |
| Zusi Yotún Valeri Wright-Phillips | Tiri di rigore 3 – 5 | Fagioli Beltrame Kastanos Fernandes De Sciglio |

2019
| Arbitro: | Drew Fischer |

|  |           |                                               |
|  | Marcatori | 43’ Llorente 85’ João Félix 90+3’ Diego Costa |

2021
| Arbitro: | Armando Villareal |

|                                   |                      |                                     |
| Murillo 53’                       | Marcatori            | 20’ Rodriguez                       |
| Kreilach Salloi Atuesta Nani Pepi | Tiri di rigore 3 – 2 | Sambueza Funes Mori Lira Reyes Romo |

2022
| Arbitro: | Joe Dickerson |

|                            |           |             |
| Vela 3’ Ruidíaz 73’ (rig.) | Marcatori | 83’ Álvarez |

2023
| Arbitro: | Ted Unkel |

|  |           |                                                                              |
|  | Marcatori | 5’ Gabriel Jesus 23’ Trossard 48’ (rig.) Jorginho 84’ Martinelli 89’ Havertz |

2024
| Arbitro: | Guido Gonzales Jr. |

|               |           |                                                 |
| Hernández 17’ | Marcatori | 16’ Berterame 41’ Idrissi 68’ Brunetta 69’ Meza |

## MVP
- 1996:  Carlos Valderrama (East)
- 1997:  Carlos Valderrama (East)
- 1998:  Brian McBride (MLS USA)
- 1999:  Preki (West)
- 2000:  Mamadou Diallo (East)
- 2001:  Landon Donovan (West)
- 2002:  Marco Etcheverry (MLS All-Stars)
- 2003:  Carlos Ruiz (MLS All-Stars)
- 2004:  Amado Guevara (East)
- 2005:  Taylor Twellman (MLS All-Stars)
- 2006:  Dwayne De Rosario (MLS All-Stars)
- 2007:  Juan Pablo Ángel (MLS All-Stars)
- 2008:  Cuauhtémoc Blanco (MLS All-Stars)
- 2009:  Tim Howard (Everton)

- 2010:  Federico Macheda (Manchester United)
- 2011:  Park Ji-sung (Manchester United)
- 2012:  Chris Pontius (MLS All-Stars)
- 2013:  Alessandro Florenzi (Roma)
- 2014:  Landon Donovan (MLS All-Stars)
- 2015:  Kaká (MLS All-Stars)
- 2016:  Chuba Akpom (Arsenal)
- 2017:  Borja Mayoral (Real Madrid)
- 2018:  Josef Martínez (MLS All-Stars)
- 2019:  Marcos Llorente (Atlético Madrid)
- 2021:  Matt Turner (MLS All-Stars)
- 2022:  Dayne St. Clair (MLS All-Stars)
- 2023:  Bukayo Saka (Arsenal)
- 2024:  Juan Brunetta (Liga MX All-Stars)